# Eugene J. Mele
Eugene John „Gene“ Mele (* 16. Oktober 1950) ist ein US-amerikanischer theoretischer Festkörperphysiker an der University of Pennsylvania.

## Leben
Gemeinsam mit Charles Kane sagte er den Quanten-Spin-Hall-Effekt voraus und prägte für entsprechende Strukturen den Begriff topologischer Isolator. Er befasste sich auch mit Kohlenstoff-Nanoröhren und Soliton-Anregungen in Polymeren.
Mele erwarb 1972 an der Saint Joseph’s University einen Bachelor und 1978 am Massachusetts Institute of Technology einen Ph.D. in Physik. Anschließend arbeitete er als Forschungsassistent am Xerox Webster Research Center, bevor er 1981 eine erste Professur (Assistant Professor) an der University of Pennsylvania erhielt. 1983 wurde er Forschungsstipendiat der Alfred P. Sloan Foundation (Sloan Research Fellow). 1985 wurde er Associate Professor, 1989 erhielt er eine ordentliche Professur. Seit 2014 hat er zusätzlich eine Gastprofessur an der Loughborough University (Vereinigtes Königreich) inne.
Mele ist verheiratet.

## Auszeichnungen
Seit 2001 ist Mele Fellow der American Physical Society. 2010 erhielt er gemeinsam mit Hartmut Buhmann, Charles Kane, Laurens W. Molenkamp und Shoucheng Zhang den CMD Europhysics Prize und 2015 gemeinsam mit Charles Kane und Shoucheng Zhan die Benjamin Franklin Medal des Franklin Institute. 2018 erhielten Mele und Kane den BBVA Foundation Frontiers of Knowledge Award.
Gemeinsam mit Charles Kane wurde ihm der Breakthrough Prize in Fundamental Physics 2019 zuerkannt. Ebenfalls 2019 wurde Mele in die National Academy of Sciences gewählt.

## Schriften (Auswahl)
- L. Fu, C. L. Kane, E. J. Mele: Topological Insulators in Three Dimensions. Physical Review Letters 98, 106803 (2007)
- C. L. Kane, E. J. Mele: Quantum Spin Hall Effect in Graphene. Physical Review Letters 95, 226801 (2005)
- C. L. Kane, E. J. Mele: Z2 Topological Order and the Quantum Spin Hall Effect. Physical Review Letters 95, 146802 (2005)
- E. J. Mele, P. Kral: Electric Polarization of Heteropolar Nanotubes as a Geometric Phase. Physical Review Letters 88, 056803 (2002)
- D. J. Hornbaker, S. J. Kahng, S. Misra, B. W. Smith, A. T. Johnson, E. J. Mele, D. E. Luzzi, A. Yazdani: Mapping the One-Dimensional Electronic States of Nanotube Peapod Structures. Science 295, 828–831 (2002) (cover story)
- E. J. Mele: Screening of a Point Charge by and Anisotropic Medium: Anamorphoses in the Method of Images. American Journal of Physics 69, 557–562 (2001)
- C. L. Kane, E. J. Mele: Size, Shape and Low Energy Electronic Structure of Single Wall Carbon Nanotubes. Physical Review Letters 78, 1932 (1997)
- D. P. DiVincenzo, E. J. Mele: Self Consistent Effective Mass Theory for Intralayer Screening in Graphite Intercalation Compounds. Physical Review B 29, 1685 (1984)
- M. J. Rice, E. J. Mele: Elementary Excitations of a Linearly Conjugated Diatomic Polymer. Physical Review Letters 49, 1455 (1982)
- E. J. Mele, M. J. Rice: Vibrational Excitations of Solitons in Polyacetylene. Physical Review Letters 45, 926 (1980); 47, 1492 (1981)